# Wisdom Fofo Agbo
Wisdom Fofo Agbo (25 giugno 1979) è un ex calciatore ghanese naturalizzato hongkonghese, di ruolo difensore.